# Пудзирей Вадим Георгійович
Вадим Георгійович Пудзирей (5 листопада 1969, Одеса, СРСР) — український баскетболіст, чотириразовий чемпіон України. Входить до Зали Слави Баскетбольного Клубу «БІПА». З 2015 по 2017 рік — головний тренер баскетбольного клубу «БІПА» Одеса.

## Біографія
Корінний одесит. Народився та виріс на Пересипу. До шостого класу хотів займатися футболом, встиг пограти на юніорських першостях міста, навіть маючи можливість опинитися в одеському «Чорноморці». Однак, був переведений до спецкласу з баскетболу та одразу заявлений до збірної міста. Є вихованцем одеської СДЮСШОР № 2, що на вул. Пушкінській 49. Перший тренер Вадима Георгійовича — Зоя Лісова, саме вона визначила його у старшу для нього групу. Народжений у 69-му, Вадим Георгійович займався в групі з хлопчиками 67-го року народження.

### Чемпіонат України
Всю свою професійну кар'єру Вадим Пудзірей провів в одній команді. Змінювалися її лідери та назва, але Пудзирей завжди залишався в Одесі.

## Кар'єра тренера
У минулому головний тренер, асистент головного тренера баскетбольного клубу «Одеса». У сезоні 2022/23 знову очолив команду «БІПА-Одеська область» у Суперлізі. Під його керівництвом команда здобула бронзові медалі Чемпіонату України.

## Титули і досягнення

### Як гравця
МБК «Одеса» (СКА Біпа-Мода)
- Чемпіон України (4): 1998, 1999, 2001, 2002
- Срібний призер чемпіонату України (3): 1997, 2000, 2003
- Бронзовий призер чемпіонату України (1): 1994
- Володар Кубка України (2): 1993, 2001
- Володар Кубка виклику NEBL (1): 2001

### Як тренера
МБК «Одеса» (СКА Біпа-Мода)
- Бронзовий призер чемпіонату України (1) 2004

### Особисті
- Обрано вболівальниками до Зали Слави БК «Одеса»
- Збірна Суперліги 2001 (друга команда)